# EXPV 1
『EXPV 1』是日本音樂團體EXILE的第一張音樂錄影帶集。2002年3月20日發售。2006年3月1日再版。

## 收錄曲
1. Your eyes only ～我曖昧的輪廓～(3:48)
2. Style(4:41)
3. Fly Away(4:24)
4. Bonus Track